# Domenico Vandelli
Domenico Agostino Vandelli (Pádua, 8 de julho de 1735 – Lisboa, 27 de junho de 1816) foi um naturalista italiano, com trabalhos fundamentais para o desenvolvimento da história natural e da química em Portugal nos finais do século XVIII e princípios do século XIX. Ele foi um dos fundadores e primeiro diretor do Jardim Botânico da Universidade de Coimbra. Foi membro da Maçonaria, comendador da Ordem de Cristo e deputado da Real Junta do Comércio, Agricultura, Fábricas e Navegação.

## Biografia

### Formação
Domenico Vandelli nasceu em 8 de julho de 1735, em Pádua, no norte da Itália. Realizou seus estudos iniciais no Colégio Veneto  Artista, onde laureou-se em Filosofia Natural e Medicina, em 1756. Realizou, a partir de 1758, pesquisas na área da química.  
Seguiu a carreira de seu pai, Girolamo Vandelli, que era professor de cirurgia da Universidade de Pádua, mesmo instituição que Domenico adquriu o seu doutoramento em medicina, com a tese Dissertationes tres: de Aponi thermis, de nonnullis insectis terrestribus et zoophytis marinis, et de vermium terrae reproductione atque taenia canis. 
Na Itália inseriu-se em uma rede de contato e sociabilidade cientifica. Em 1761, por exemplo, iniciou uma prolongada correspondência com Carl von Linné (1707-1778), com uma carta sobre as holotúrias. Este dedicou-lhe em 1767 o género Vandellia da família das Scrophulariaceae.

### Vinda para Portugal
Em 1764, foi inicialmente contratado para ensinar ciências químico-naturais em Lisboa, no Colégio dos Nobres, mas este ensino nunca chegou a ser implementado, pelo que regressou durante algum tempo à Itália. Em 1768 foi-lhe atribuída a incumbência de criar o Jardim Botânico da Ajuda, e em 11 de Setembro de 1772 foi nomeado lente de História Natural e Química na Universidade de Coimbra, onde fundou o jardim botânico e um laboratório de quimica. Continuou sendo diretor do labotório até 1791.
Vandelli dirigiu as expedições filosóficas portuguesas de finais do século XVIII, levadas a cabo por Alexandre Rodrigues Ferreira, Joaquim José Codina e José Joaquim Freire, bem como outros naturalistas que tinham sido alunos seus na Universidade de Coimbra. Segundo outros autores, porém, no que diz respeito a Rodrigues Ferreira, Vandelli seria apenas "supostamente o autor das instruções compostas para a ´Viagem Filosófica´" - é o que se lê, por exemplo, na página 58 da obra "Brasiliana da Biblioteca Nacional", Rio de Janeiro, 2001.
Publicou, em 1788, o Dicionário dos termos técnicos de história natural extraídos das obras de Lineu (Coimbra) assim como uma Florae lusitanicae et brasiliensis specimen (Coimbra). Baseando-se sempre na autoridade de Lineu, publicou no ano seguinte o Viridarium Grisley lusitanicum, Linnaeanis (Lisboa). Além destes, é autor de um grande número de memórias sobre temas científicos e económicos.
É certo que foi «um dos mais destacados colaboradores da Academia e, certamente, o autor que melhor interpretou o sentido reformador e ilustrado das medidas preconizadas na globalidade dos textos publicados por esta instituição», segundo a Introdução, pg 25, da obra Portugal como problema, volume dedicado a «A Economia como solução 1625-1820 - Do Mercantilismo à Ilustração», Público/Fundação Luso-Americana.

### Ascensão e queda
Tornou-se, em 1787, deputado da Real Junta de Comércio, e recebeu a comenda da Ordem de Cristo, principal título nobiliastico dos grandes potentados, fidalgos, comerciantes e políticos portugueses. Esse prestígio, todavia, não resistiu a Era Napoleônica. Durantes as invasões francesas a Portugal, entre 1807 e 1811, Vandelli foi acusado de ser "afrancesado" demais, e acusado de colaborar com as forças francesas.
Foi preso em 1810, mandado para um exílio forçado nos Açores integrado no grupo que ficou conhecido como os deportados da Amazona, onde ficou com residência fixa na cidade de Angra, na ilha Terceira. Foi autorizado a partir para Inglaterra, e lá viveu até 1815, ano em que retornou a Portugal. Morreu pouco depois, em 1816.. Sabe-se que deixou um filho, o Alexandre Antonio Vandelli, importante cientista oitocentista

## Principais publicações

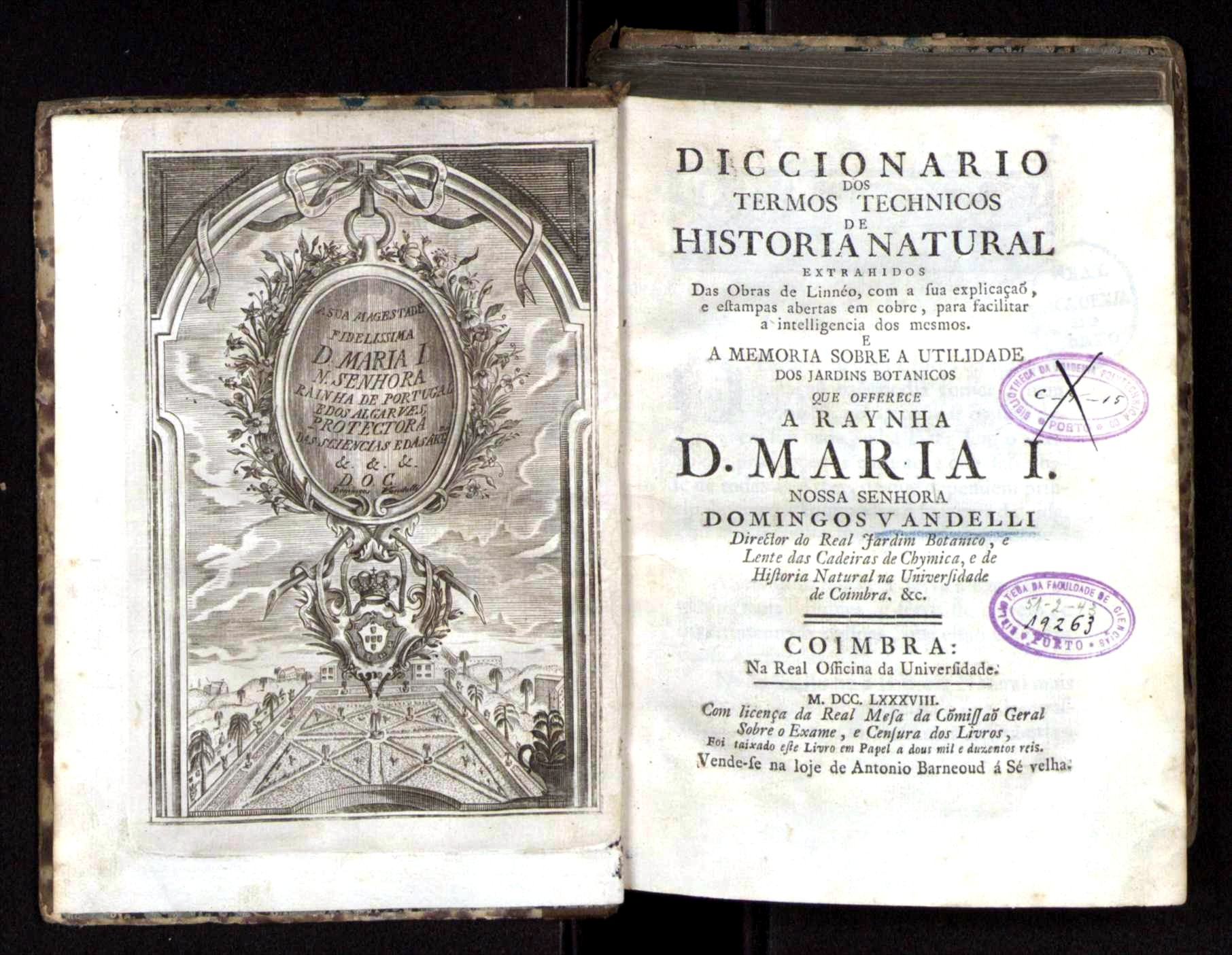
Diccionario dos termos technicos de historia natural, 1788

- Vandelli, Domenico (1756). Epistola de sensibilitate pericranii, periosti, medullae, durae meningis, corneae et tendinum. Publicado em Pádua[8].
- Vandelli, Domenico (1758). Epistola secunda et tertia de sensitivitate Halleriana. Publicado em Pádua[8].
- Vandelli, Domenico (1758). Dissertationes tres: I. De Aponi Thermis. II, De nonnullis insectis terrestribus zoophytis murinis. III. De vermium terrae reproductione, atque taenia canis.  Publicado em Pádua[8].
- Vandelli, Domenico (1768). Dissertatio de arbore Draconis, seu Dracoena, Accessit dissertatio de studio Historiae Naturalis necessario in Medicina, Oeconomia, Agricultura, Artibus et Commercio. Publicado em Lisboa[8].
- Vandelli, Domenico (1771). Fasciculus plantarurn cum novis generibus ei speciebus. Publicado em Lisboa[8].

- Vandelli, Domenico (1788). Diccionario dos termos technicos de historia natural, extrahidos das obras de Linnéo, com a sua explicaçaõ, e estampas abertas em cobre, para facilitar a intelligencia dos mesmos E Memoria sobre a utilidade dos jardins botanicos. Coimbra: Na Real Officina da Universidade

- Vandelli, Domenico; Linnaeus, Carl (1788). Florae Lusitanicae et Brasiliensis specimen Et epistolæ ab eruditis viris Carolo A Linné, Antonio de Haen, ad Dominicum Vandelli scriptae (em latim). Coimbra: Ex Typographia Academico-Regia
- Vandelli, Domenico (1789). Viridarium Grisley Lusitanicum: Linnaeanis Nominibus Illustratum (em latim). Lisboa: Ex Typographia Regalis Academiae Scientiarum Olisiponensis